# Joseph Charlier (juriste)
Pour les articles homonymes, voir Charlier.
 (octobre 2015).
Joseph Charlier (20 juin 1816 – 6 décembre 1896) était un juriste belge, écrivain, comptable et marchand. Il fut l'un des tout premiers défenseurs de l'idée du revenu de base ou allocation universelle.
Charlier était influencé par Charles Fourier. Selon John Stuart Mill, le Fourierisme impliquait qu'un certain niveau de redistribution soit de prime abord accordé à chacun pour assurer la subsistance de chaque membre de la communauté, qu'il soit en capacité de travail ou non." Fourier et son plus fidèle disciple Victor Prosper Considérant critiquaient la civilisation pour son incapacité à fournir le minimum de survie aux pauvres, mais ils craignaient en même temps la paresse généralisée si les travailleurs qui dépendaient d'un travail pénible avaient finalement le choix de le refuser. Dans certains de ses écrits, il suggérait alors de garantir un droit au travail afin de compenser le déni d'accès aux ressources. ("La condition sine quâ non-pour la Légitimité de la Propriété est donc que la Société reconnaisse au Prolétaire le droit au travail et qu’elle lui assure au moins autant de moyens de subsistance, pour un exercice d’activité donné, que cet exercice eût pu lui en procurer dans l’État primitif.")
Charlier était d'accord avec Fourier que le problème central était l'amélioration du sort des classes déshéritées, mais rejetait l'idée d'un « droit à l'assistance », une solution qui se contentait selon lui à s'occuper des effets plutôt que de la cause. De même il était opposé à l'idée d'un droit au travail", anticipant que cela résulterait à une extension du contrôle de l'État. À la place, Charlier proposa un système de revenu de base payé à chaque membre de la société, sans conditions de travail. Charlier est mort à Bruxelles en 1896, à l'âge de 80 ans.

## Œuvres de Charlier (selection)
- Solution du problème social ou constitution humanitaire, basée sur la loi naturelle, et précédée de l’exposé de motifs (1848)
- Catéchisme populaire, philosophique, politique et social (1871)
- La question sociale résolue précédée du testament philosophique d’un penseur (1894)
- L’anarchie désarmée par l’équité: Corollaire à la question sociale résolue (1894)